# Oncotylus
Oncotylus is een geslacht van wantsen uit de familie blindwantsen. Het geslacht werd voor het eerst wetenschappelijk beschreven door Fieber in 1858 .

## Soorten
Het genus bevat de volgende soorten:

- Oncotylus guttulatus Uhler, 1894

Subgenus Cylindromelus Fieber, 1861
- Oncotylus setulosus (Herrich-Schaeffer, 1837)

Subgenus Oncotylus Fieber, 1858
- Oncotylus affinis Jakovlev, 1882
- Oncotylus anatolicus Wagner, 1969
- Oncotylus basicornis Horvath, 1901
- Oncotylus bolivari Reuter, 1900
- Oncotylus desertorum Reuter, 1879
- Oncotylus ferulae V. Putshkov, 1975
- Oncotylus horvathi Reuter, 1901
- Oncotylus innotatus Wagner, 1969
- Oncotylus longicornis Wagner, 1969
- Oncotylus nigdensis Linnavuori, 1961
- Oncotylus nigricornis Saunders, 1876
- Oncotylus persicus Reuter, 1879
- Oncotylus punctiger Reuter, 1894
- Oncotylus punctipes Reuter, 1875
- Oncotylus pyrethri (Becker, 1864)
- Oncotylus reuteri Reuter, 1879
- Oncotylus viridiflavus (Goeze, 1778)
- Oncotylus vitticeps Reuter, 1879